# Atlético de Bilbao 1969-1970
Questa voce raccoglie le informazioni riguardanti l'Atlético de Bilbao nelle competizioni ufficiali della stagione 1969-1970.

## Stagione
Nella stagione 1969-1970 l'Atlético de Bilbao disputa il trentanovesimo campionato di massima serie della sua storia, questa volta concluso al secondo posto. Nella Coppa delle Fiere la squadra di Bilbao viene eliminata subito dagli inglesi del Manchester City (3-3 al San Mamés e 3-0 al Maine Road). Il giocatore con più marcature in campionato è stato Mateo Félix Zubiaga, con 12 reti segnate.

## Rosa
Fonte:.
| N. |                   | Ruolo | Calciatore                   |
| -- | ----------------- | ----- | ---------------------------- |
|    | Spagna (bandiera) | P     | José Ángel Iribar            |
|    | Spagna (bandiera) | P     | Juan Manuel Zamora           |
|    | Spagna (bandiera) | P     | Juan Antonio Deusto          |
|    | Spagna (bandiera) | D     | Iñaki Sáez                   |
|    | Spagna (bandiera) | D     | José Ramón Betzuen           |
|    | Spagna (bandiera) | D     | Luis María Etxeberria        |
|    | Spagna (bandiera) | D     | José Ramón Martínez Larrauri |
|    | Spagna (bandiera) | D     | José María Igartua           |
|    | Spagna (bandiera) | D     | Jesús Aranguren              |
|    | Spagna (bandiera) | C     | José María Argoitia          |

| N. |                   | Ruolo | Calciatore           |
| -- | ----------------- | ----- | -------------------- |
|    | Spagna (bandiera) | C     | Luis María Zugazaga  |
|    | Spagna (bandiera) | C     | Mateo Félix Zubiaga  |
|    | Spagna (bandiera) | C     | Nicolás Estéfano     |
|    | Spagna (bandiera) | C     | Juan María Zorriketa |
|    | Spagna (bandiera) | C     | Javier Clemente      |
|    | Spagna (bandiera) | C     | Ricardo Ibáñez       |
|    | Spagna (bandiera) | A     | Josu Sáenz Ortuondo  |
|    | Spagna (bandiera) | A     | Fidel Uriarte        |
|    | Spagna (bandiera) | A     | Antón Arieta         |
|    | Spagna (bandiera) | A     | Txetxu Rojo          |

## Statistiche

### Statistiche di squadra
| Competizione            | Punti | In casa | In casa | In casa | In casa | In casa | In casa | In trasferta | In trasferta | In trasferta | In trasferta | In trasferta | In trasferta | Totale | Totale | Totale | Totale | Totale | Totale | DR  |
| Competizione            | Punti | G       | V       | N       | P       | Gf      | Gs      | G            | V            | N            | P            | Gf           | Gs           | G      | V      | N      | P      | Gf     | Gs     | DR  |
| ----------------------- | ----- | ------- | ------- | ------- | ------- | ------- | ------- | ------------ | ------------ | ------------ | ------------ | ------------ | ------------ | ------ | ------ | ------ | ------ | ------ | ------ | --- |
| Primera División        | 41    | 15      | 12      | 2       | 1       | 25      | 3       | 15           | 5            | 5            | 5            | 19           | 16           | 30     | 17     | 7      | 6      | 44     | 19     | +25 |
| Coppa del Generalissimo |       | 4       | 3       | 0       | 1       | 6       | 4       | 4            | 1            | 2            | 1            | 4            | 4            | 8      | 4      | 2      | 2      | 10     | 8      | +2  |
| Coppa delle Fiere       |       | 1       | 0       | 1       | 0       | 3       | 3       | 1            | 0            | 0            | 1            | 0            | 3            | 2      | 0      | 1      | 1      | 3      | 6      | -3  |
| Totale                  |       | 20      | 15      | 3       | 2       | 34      | 10      | 20           | 6            | 7            | 7            | 23           | 23           | 40     | 21     | 10     | 9      | 57     | 33     | +24 |

### Andamento in campionato
| Giornata  | 1 | 2 | 3 | 4 | 5 | 6 | 7 | 8 | 9 | 10 | 11 | 12 | 13 | 14 | 15 | 16 | 17 | 18 | 19 | 20 | 21 | 22 | 23 | 24 | 25 | 26 | 27 | 28 | 29 | 30 |
| --------- | - | - | - | - | - | - | - | - | - | -- | -- | -- | -- | -- | -- | -- | -- | -- | -- | -- | -- | -- | -- | -- | -- | -- | -- | -- | -- | -- |
| Luogo     | C | T | C | T | C | T | C | T | C | C  | T  | C  | T  | C  | T  | T  | C  | T  | C  | T  | C  | T  | C  | T  | T  | C  | T  | C  | T  | C  |
| Risultato | V | N | V | P | V | N | V | V | V | V  | V  | P  | P  | N  | V  | N  | V  | N  | N  | V  | V  | N  | V  | V  | P  | V  | P  | V  | P  | V  |
| Posizione | 2 | 5 | 2 | 5 | 2 | 3 | 2 | 2 | 1 | 1  | 1  | 2  | 2  | 3  | 1  | 2  | 1  | 2  | 2  | 2  | 2  | 1  | 1  | 1  | 1  | 1  | 2  | 1  | 2  | 2  |

Fonte:  Classifiche Primera División 1969-1970, su calcio.com.
Legenda:

Luogo: C = Casa; T = Trasferta. Risultato: V = Vittoria; N = Pareggio; P = Sconfitta.

### Statistiche dei giocatori
| Giocatore         | Primera División | Primera División | Primera División | Primera División | Coppa del Generalissimo | Coppa del Generalissimo | Coppa del Generalissimo | Coppa del Generalissimo | Coppa delle Fiere | Coppa delle Fiere | Coppa delle Fiere | Coppa delle Fiere | Totale   | Totale | Totale      | Totale     |
| Giocatore         | Presenze         | Reti             | Ammonizioni      | Espulsioni       | Presenze                | Reti                    | Ammonizioni             | Espulsioni              | Presenze          | Reti              | Ammonizioni       | Espulsioni        | Presenze | Reti   | Ammonizioni | Espulsioni |
| ----------------- | ---------------- | ---------------- | ---------------- | ---------------- | ----------------------- | ----------------------- | ----------------------- | ----------------------- | ----------------- | ----------------- | ----------------- | ----------------- | -------- | ------ | ----------- | ---------- |
| J. A. Iribar      | 30               | -19              | 0                | 0                | ?                       | ?                       | ?                       | ?                       | 2                 | -6                | 0                 | 0                 | 32+      | -25+   | 0+          | 0+         |
| J. M. Zamora      | -                | -                | -                | -                | ?                       | ?                       | ?                       | ?                       | -                 | -                 | -                 | -                 | 0+       | 0+     | 0+          | 0+         |
| J. A. Deusto      | -                | -                | -                | -                | ?                       | ?                       | ?                       | ?                       | -                 | -                 | -                 | -                 | 0+       | 0+     | 0+          | 0+         |
| I. Sáez           | 28               | 0                | 0                | 0                | ?                       | ?                       | ?                       | ?                       | 1                 | 0                 | 0                 | 0                 | 29+      | 0+     | 0+          | 0+         |
| J. R. Betzuen     | 9                | 0                | 0                | 1                | ?                       | ?                       | ?                       | ?                       | 1                 | 0                 | 0                 | 0                 | 10+      | 0+     | 0+          | 1+         |
| L. Echeberría     | 29               | 0                | 0                | 0                | ?                       | ?                       | ?                       | ?                       | 2                 | 0                 | 0                 | 0                 | 31+      | 0+     | 0+          | 0+         |
| J. R. M. Larrauri | 29               | 0                | 0                | 0                | ?                       | ?                       | ?                       | ?                       | 2                 | 0                 | 0                 | 0                 | 31+      | 0+     | 0+          | 0+         |
| J. M. Igartua     | 28               | 3                | 0                | 0                | ?                       | ?                       | ?                       | ?                       | 2                 | 0                 | 0                 | 0                 | 30+      | 3+     | 0+          | 0+         |
| J. Aranguren      | 30               | 0                | 0                | 0                | ?                       | ?                       | ?                       | ?                       | 2                 | 0                 | 0                 | 0                 | 32+      | 0+     | 0+          | 0+         |
| J. M. Argoitia    | 28               | 8                | 0                | 0                | ?                       | ?                       | ?                       | ?                       | 2                 | 1                 | 0                 | 0                 | 30+      | 9+     | 0+          | 0+         |
| L. M. Zugazaga    | 6                | 0                | 0                | 0                | ?                       | ?                       | ?                       | ?                       | 1                 | 0                 | 0                 | 0                 | 7+       | 0+     | 0+          | 0+         |
| M. F. Zubiaga     | 23               | 12               | 0                | 0                | ?                       | ?                       | ?                       | ?                       | -                 | -                 | -                 | -                 | 23+      | 12+    | 0+          | 0+         |
| N. Estéfano       | 8                | 0                | 0                | 0                | ?                       | ?                       | ?                       | ?                       | 1                 | 0                 | 0                 | 0                 | 9+       | 0+     | 0+          | 0+         |
| J. M. Zorriketa   | -                | -                | -                | -                | ?                       | ?                       | ?                       | ?                       | -                 | -                 | -                 | -                 | 0+       | 0+     | 0+          | 0+         |
| J. Clemente       | 18               | 0                | 0                | 0                | ?                       | ?                       | ?                       | ?                       | 2                 | 1                 | 0                 | 0                 | 20+      | 1+     | 0+          | 0+         |
| R. Ibáñez         | 6                | 1                | 0                | 0                | ?                       | ?                       | ?                       | ?                       | -                 | -                 | -                 | -                 | 6+       | 1+     | 0+          | 0+         |
| J. S. Ortuondo    | 5                | 1                | 0                | 0                | ?                       | ?                       | ?                       | ?                       | 2                 | 0                 | 0                 | 0                 | 7+       | 1+     | 0+          | 0+         |
| F. Uriarte        | 25               | 8                | 0                | 0                | ?                       | ?                       | ?                       | ?                       | 1                 | 1                 | 0                 | 0                 | 26+      | 9+     | 0+          | 0+         |
| A. Arieta         | 27               | 4                | 0                | 1                | ?                       | ?                       | ?                       | ?                       | 2                 | 0                 | 0                 | 0                 | 29+      | 4+     | 0+          | 1+         |
| T. Rojo           | 25               | 7                | 0                | 1                | ?                       | ?                       | ?                       | ?                       | 2                 | 0                 | 0                 | 0                 | 27+      | 7+     | 0+          | 1+         |